# Associação Escola Graduada de São Paulo

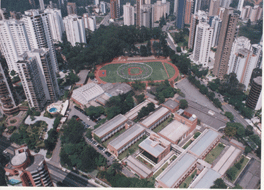

A Associação Escola Graduada de São Paulo (também conhecida como Escola Graduada ou Graded School)  é uma escola tradicional localizada em São Paulo, Brasil, que utiliza o método de ensino estadunidense. Fundada em 17 de outubro de 1920, a escola oferece os ensinos pré-escolar, fundamental e médio, cujo diploma é reconhecido nos Estados Unidos e internacionalmente pelo International Baccalaureate (IB). 
Graded School, ou Escola Graduada de São Paulo, foi fundada em 1920 e é uma escola independente, oferecendo um programa educativo do ensino infantil (Lower School) ao ensino médio (High School) para alunos de todas as nacionalidades. A Graduada tem um currículo internacional que prepara os alunos para entrar em universidades nos EUA, Brasil e outros países em todo o mundo. O ano letivo tem 2 semestres: de agosto a dezembro e de janeiro a junho.
A escola é dividida em quatro níveis: Preschool (menores de 6 anos de idade), Lower School (1º ao 5º anos), Middle School (6º ao 8º anos), e High School (9º ao 12º anos). A Graduada é oficialmente reconhecida como uma associação no Brasil.
O colégio inclui mais de oitenta salas de aula, laboratórios de ciências, duas bibliotecas, com 50.000 volumes, um auditório, uma enfermaria, várias áreas de lazer cobertas, vários ginásios, quadras de tênis, pista de corrida e um campo de futebol. Um impressionante Centro de Artes contém muitas salas de aula especialmente construídas com esse fim, salas de exibição, espaços para exposições e um teatro conhecido como Black Box. Existe também um refeitório espaçoso com uma cozinha completa, onde os alunos e membros da equipe podem comer refeições quentes e frias. A escola também tem laboratórios de computadores, projetores e quadros brancos na maioria das salas de aula, e conectividade sem fio em todo o campus.

Os alunos do primeiro ano visitam o zoológico, enquanto os do segundo vão ver estações de metrô. Alunos da terceira série visitaram o Memorial e Museu do Imigrante, bem como uma fazenda de café.
Alunos do quarto ano vão para a sua primeira viagem escolar de 3 dias (duas noites). Eles vão para um acampamento que  se concentra em experiências de grupo e resolução de problemas. O quinto ano faz uma viagem sobre os caminhos do Rio Tietê (Itú, Porto Feliz, Barra Bonita, Piraporá de Bom Jesus). Também é uma viagem de duas noites e três dias, e os alunos visitam várias cidades do interior do estado de São Paulo. Este estudo é sobre os pioneiros que percorreram o país durante a exploração de ouro, e sobre o Rio Tietê, que era uma fonte de transporte e energia.
A cada ano, os 7º e 8º anos participam do CWW (Classroom Without Walls) durante finais de setembro ou início de outubro. Na 6º ano, os alunos participam de uma viagem a um acampamento em fevereiro. Isso permite que o 6º ano tenha a oportunidade de se adaptar primeiro ao Middle School antes de se envolver na experiência CWW. A escola também realiza uma sessão de informação aos pais para que eles possam aprender mais sobre as viagens e conversar com os professores acompanhantes.